# Colfax (thị trấn), Wisconsin
Colfax là một thị trấn thuộc quận Dunn, tiểu bang Wisconsin, Hoa Kỳ. Năm 2010, dân số của thị trấn này là 1.135 người.